# Linia kolejowa nr 101
Linia kolejowa nr 101 – drugorzędna, jednotorowa, niezelektryfikowana linia kolejowa łącząca stację Munina ze stacją Hrebenne.
Z niewielkimi zmianami stanowi część dawnej Kolei Jarosławsko–Sokalskiej. Stanowiła ona odgałęzienie na północ od zbudowanej w końcu lat 50. XIX w. Cesarsko-Królewskiej Uprzywilejowanej Galicyjskiej Kolei Arcyksięcia Karola Ludwika z Krakowa do Lwowa. Ma długość 83 km i jest jednotorowa oraz niezelektryfikowana. Leży głównie w woj. podkarpackim z końcowym odcinkiem na obszarze woj. lubelskiego.
Wzmianka o Kolei Jarosławsko-Sokalskiej pojawiła się po raz pierwszy w 1882 roku w artykule Władysława Zawadzkiego publikowanym w Tygodniku Ilustrowanym nr 317. Pierwszy pociąg z Jarosławia do Sokala przez Lubaczów i Rawę Ruską przejechał w dniu 6 lipca 1884 roku. 23 października 1887 roku od Rawy Ruskiej poprowadzono linię do Bełżca, stanowiącą przedłużenie linii ze Lwowa, która została ponownie przedłużona w 1915 roku do Rejowca przez Zawadę (obecna linia nr 69). 
Po II wojnie światowej Rawa Ruska znalazła się poza granicami państwa polskiego. Wymusiło to wybudowanie omijającego miasto odcinka Werchrata – Hrebenne, stanowiącego fragment opisywanej linii, który otwarto 22 października 1955 roku.

## Charakterystyka techniczna
Linia w całości jest częściowo klasy C3 od początku do kilometra 58,350, D3 od kilometra 58,350do kilometra 65,700, C3 od kilometra 65,700 do kilometra 76,400 i klasy D3 od kilometra 76,400 do końca, maksymalny nacisk osi wynosi 196kN dla odcinków klasy C3 oraz 221kN dla odcinków klasy D3, a maksymalny nacisk liniowy wynosi 71kN dla całej linii. Linia nie jest wyposażona w sieć trakcyjną..
Linia dostosowana jest, w zależności od odcinka, do prędkości max. 70 km/h. Obowiązują następujące prędkości maksymalne dla pociągów:
| kilometraż | kilometraż | pociągi pasażerskie                   | autobusy szynowe i EZT                | pociągi towarowe                      |
| od         | do         | Tor nieparzysty (kierunek: Werchrata) | Tor nieparzysty (kierunek: Werchrata) | Tor nieparzysty (kierunek: Werchrata) |
| 0,320      | 65,700     | 70                                    | 70                                    | 60                                    |
| 65,700     | 71,600     | 30                                    | 30                                    | 30                                    |
| 71,600     | 82,789     | 70                                    | 70                                    | 60                                    |

## Infrastruktura

### Przebieg linii
- Munina – 0,321 km – stacja kolejowa

Tutaj linia 101 odgałęzia się w kierunku północno-wschodnim od dwutorowej linii kolejowej Kraków Główny – Medyka. Prowadzi na krótkim odcinku przez wysoką terasę lessową Podgórza Rzeszowskiego, przechodzi wiaduktem nad obwodnicą Jarosławia (droga krajowa nr 77/94) oraz nad Sanem przez żelazny most. Odtąd linia przebiega przez podmokłe równiny Doliny Dolnego Sanu.
- Surochów – 5,274 km – dawniej stacja kolejowa, obecnie przystanek osobowy

W odległości ok. kilometra za przystankiem linia przekracza rzekę Szkło. W pobliżu torów widoczna jest - charakterystyczna dla pogranicza polsko-ukraińskiego - kopuła cerkwi w Surochowie, a kilka kilometrów dalej cerkwi w Makowisku.
- Surochów EUROSERVICE – 5,500 km – bocznica szlakowa

Tutaj odgałęzia się tor bocznicy obsługującej Zakłady Przemysłu Tłuszczowego EUROSERVICE. Bocznica obsługiwana jest przez pociągi zdawcze z Muniny.
- Bobrówka – 13,164 km – stacja kolejowa

Za Bobrówką linia zmienia kierunek na wschodni i prowadzi niemal w linii prostej do Korzenicy.
- Zagrody – 16,440 km – przystanek osobowy

Jest to przysiółek Korzenicy (wieś ta przy liczbie mieszkańców wynoszącej ok. 500 osób ma na swoim terenie dwa przystanki kolejowe).
- Korzenica – 18,832 km – przystanek osobowy

Odtąd linia prowadzi przez Lasy Sieniawskie, leżące na Płaskowyżu Tarnogrodzkim. Niecały kilometr przed następnym przystankiem tory przekraczają Lubaczówkę. Tuż przed mostem widoczne są ślady łącznicy odchodzącej na południowy wschód do Woli Arłamowskiej koło Mościsk. Zbudowali ją Rosjanie po tym, jak w czasie II wojny światowej granica niemiecko-rosyjska (na Sanie) podzieliła linię Munina – Rawa Ruska i węzeł kolejowy w Muninie znalazł się w rękach niemieckich. Budowa linii nie została ukończona; tory doprowadzono tylko do rzeki Szkło. Po agresji niemieckiej na ZSRR tory zostały rozebrane.
- Nowa Grobla – 24,484 km – dawniej stacja kolejowa, obecnie przystanek osobowy

Linia zmienia kierunek na północny, docierając do miasta Oleszyce. Projektowana w XIX w. trasa miała następnie prowadzić przez powiatowe miasto Cieszanów, jednak mieszkańcy nie zgodzili się na wpuszczenie kolei na swoje grunty, obawiając się, że pociągi będą powodować pożary i straszyć pasące się na polach bydło. Na przyjęcie kolei zgodził się natomiast Lubaczów, więc za Oleszycami tory skręcają na wschód.
- Oleszyce – 32,895 km – dawniej stacja kolejowa, obecnie przystanek osobowy

- Lubaczów – 39,335 km – stacja kolejowa

- Basznia Dolna – 46,189 km – przystanek osobowy

- Basznia – 49,530 km – dawniej stacja kolejowa, obecnie przystanek osobowy

Od Baszni równolegle z linią biegnie dodatkowy tor, który po dwóch kilometrach kończy się, a nasyp prowadzi dalej na południowy wschód do ukrytej w lasach dawnej stacji przeładunkowej Kaplisze. Po następnym kilometrze wychodzi z lasu nasyp, którym przebiegał szeroki tor do Horyńca i dalej do Werchraty przy granicy z ZSRR (linia kolejowa Granica Państwa (Werchrata) – Kaplisze (Sz)). Szyny i podkłady zostały na prawie całym odcinku Kaplisze – Werchrata zdemontowane; pozostały – zarośnięte krzewami – tylko w kilku miejscach, wyraźnie widoczne są na przejeździe kolejowo-drogowym przed stacją w Horyńcu.
- Basznia Polska Siarka – 50,817 – bocznica szlakowa

- Horyniec-Zdrój – 57,542 km – stacja kolejowa

Tu kończą bieg jeżdżące z Jarosławia szynobusy; dalej pociągi kursują (do Zamościa/Lublina) już tylko w okresie długiego weekendu majowego oraz w okresie wakacji szkolnych. Dalsza część trasy przebiega przez zalesione tereny Roztocza Wschodniego. Na odcinku do Dziewięcierza występuje najbardziej stromy podjazd na całej linii.
- Dziewięcierz – 64,483 km – dawniej stacja kolejowa, obecnie przystanek osobowy

- Werchrata – 71,333 km – stacja kolejowa

W tym miejscu znajduje się obecny punkt przeładunkowy z toru normalnego na tor szeroki. Odjeżdża stąd sporo pociągów towarowych do Rawy Ruskiej. Pod względem pasażerskim stacja nie odgrywa wielkiej roli.
- Siedliska Tomaszowskie – 77,672 km – przystanek osobowy

- Hrebenne – 82,789 km – stacja kolejowa

Tutaj opisywana linia łączy się z linią kolejową Rejowiec – Hrebenne.

### Rozgałęzienia
| Punkt     | Linia | Linia         | Linia     |
| Punkt     | numer | kierunek      | status    |
| Munina    | 91    | Kraków Główny | czynna    |
| Basznia   | 620   | Kaplisze      | rozebrana |
| Werchrata | 116   | Kaplisze      | nieczynna |
| Hrebenne  | 69    | Rejowiec      | czynna    |

## Ruch pociągów
Linia jest wykorzystywana zarówno w ruchu towarowym do obsługi bocznic oraz rampy przeładunkowej, jak i w ruchu pasażerskim.
| Linia | Przewoźnik | Trasa                                                                      | Liczba par połączeń Pn-Pt/Sb/Nd i święta |
| Regio | Polregio   | Jarosław – Munina – Lubaczów – Horyniec-Zdrój                              | 2/0/1                                    |
| Regio | Polregio   | Rzeszów Główny – Przeworsk – Jarosław – Munina – Lubaczów – Horyniec-Zdrój | 1/0/2                                    |
| 1. 2. |            |                                                                            |                                          |

W stacji Hrebenne kończą bieg również pociągi osobowe uruchamiane przez województwo lubelskie.

## Galeria

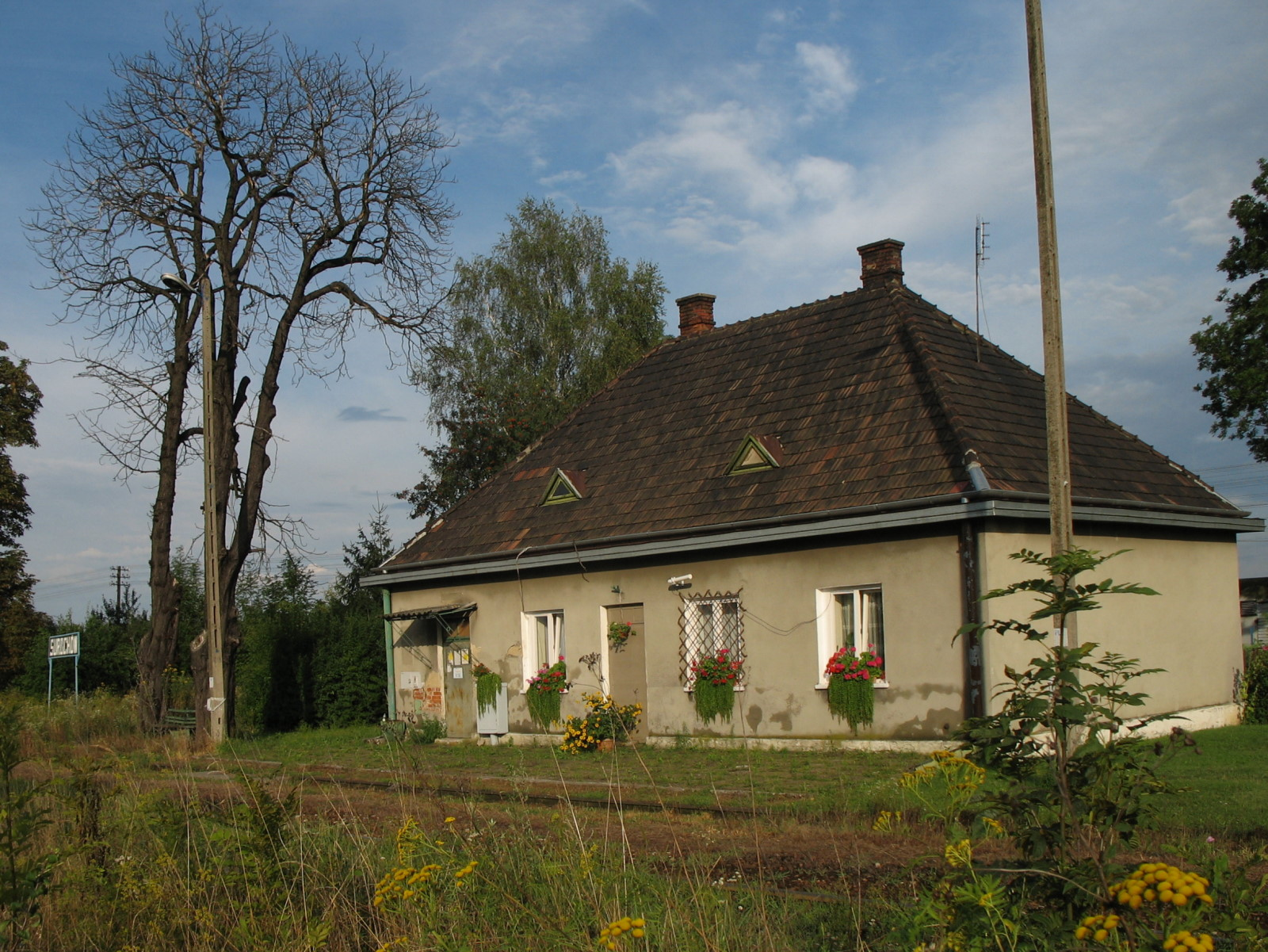
przystanek Surochów
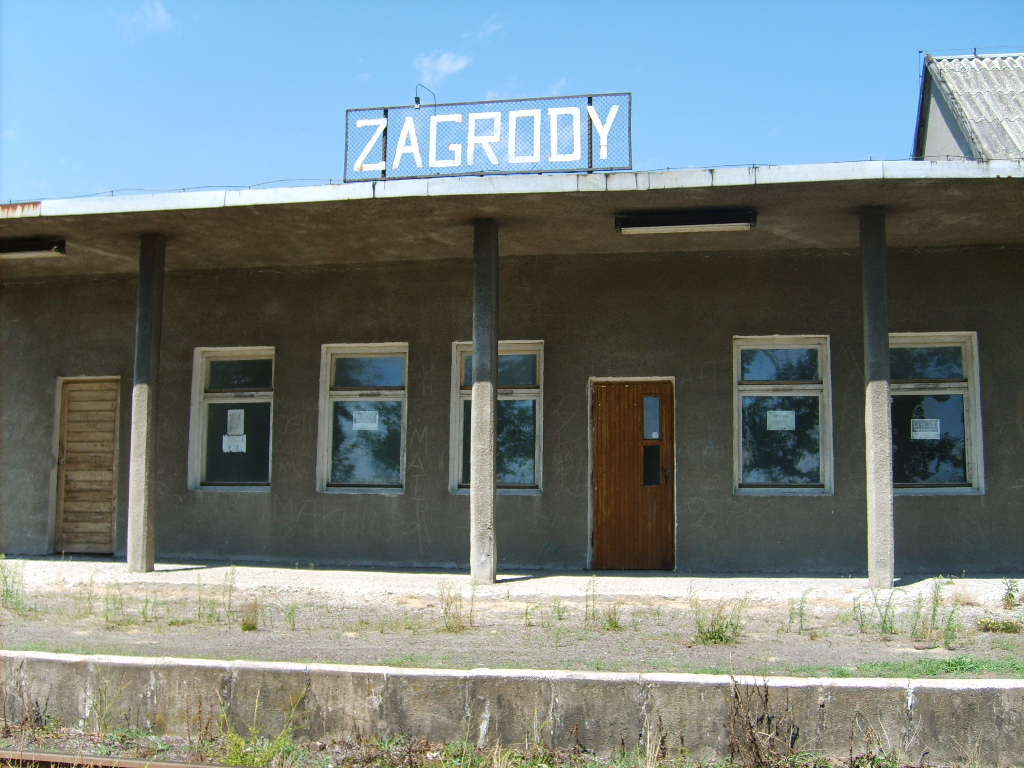
Przystanek Zagrody
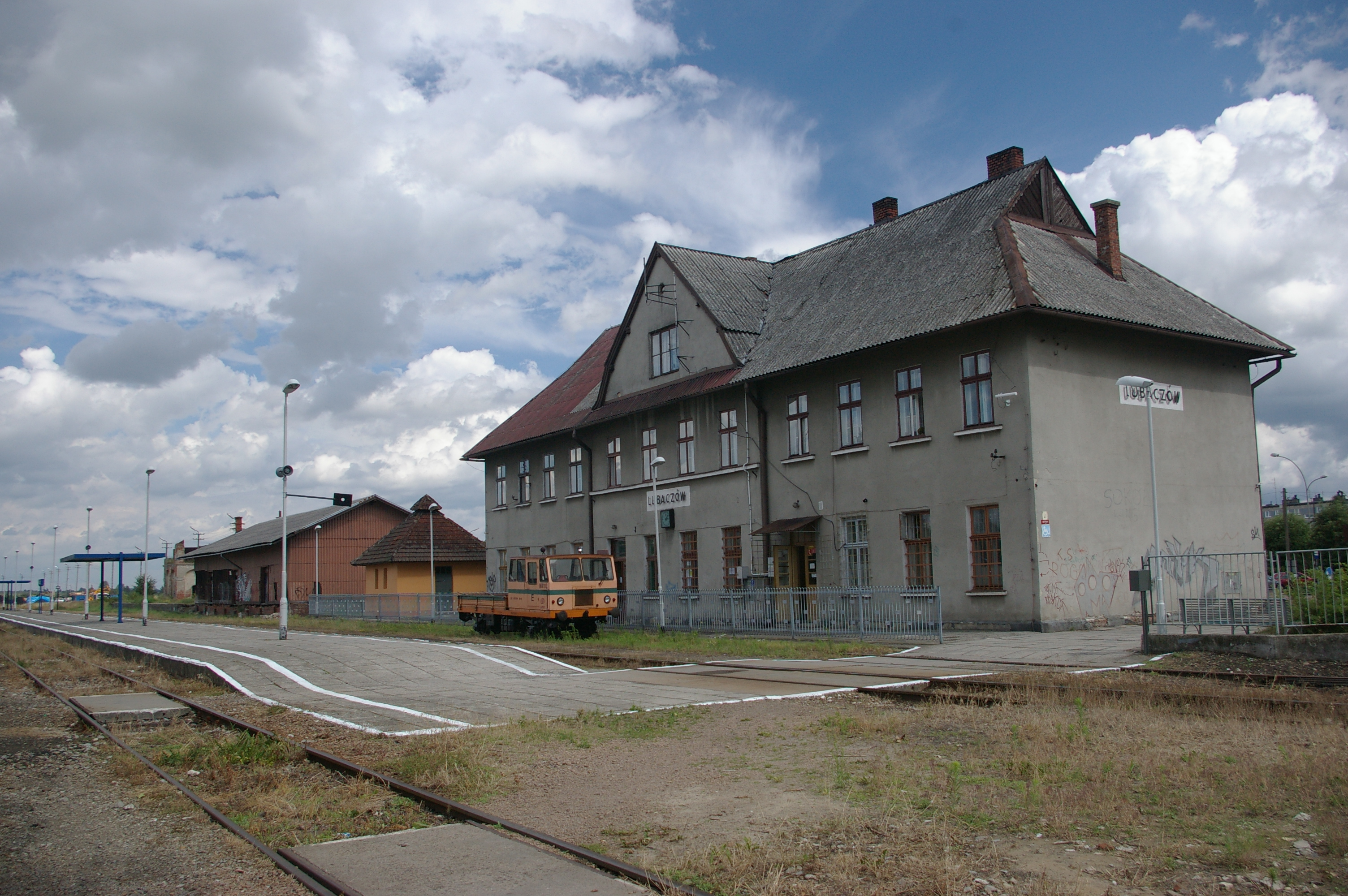
Dworzec stacji Lubaczów
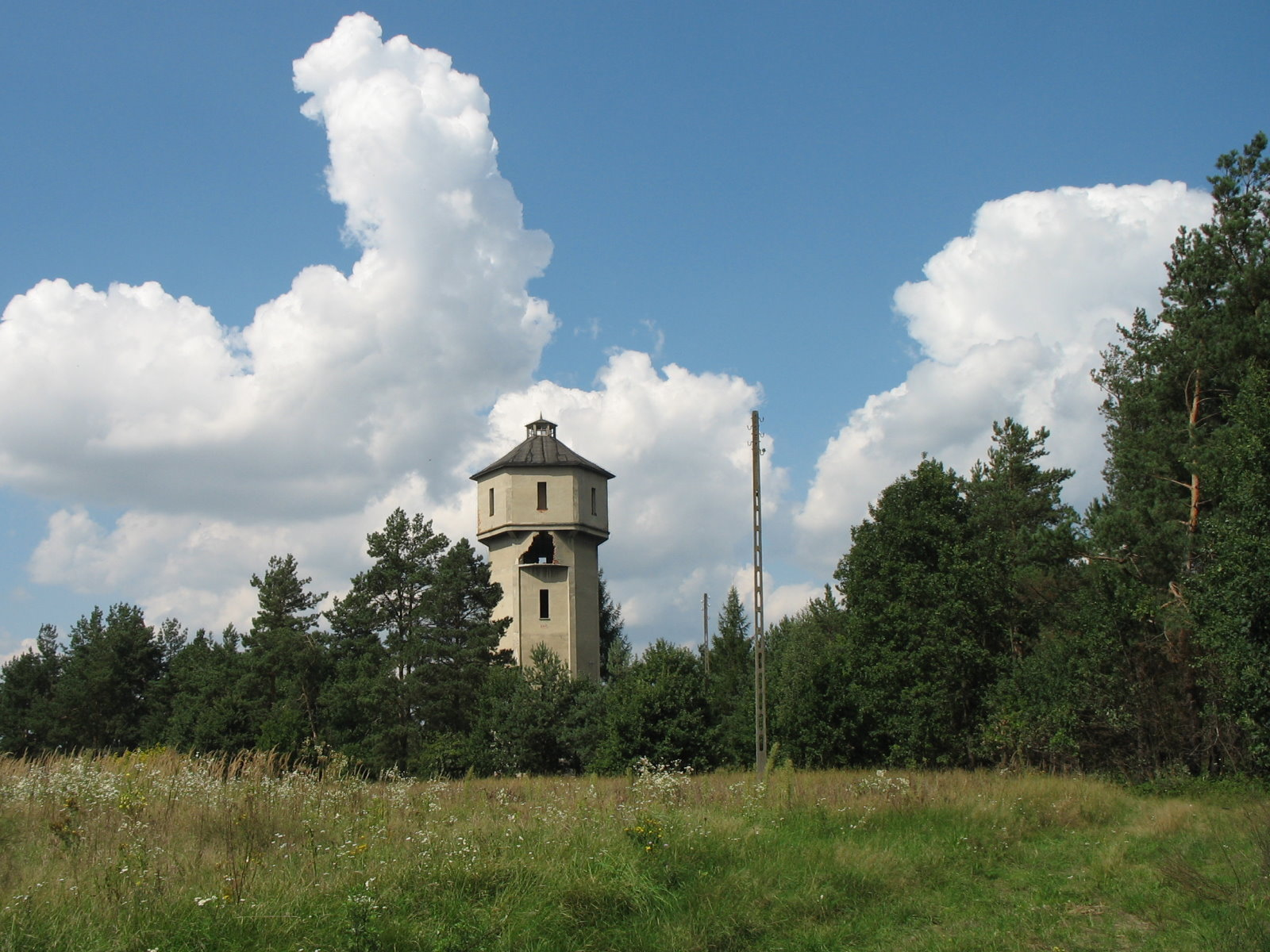
Wieża wodna w Baszni Dolnej
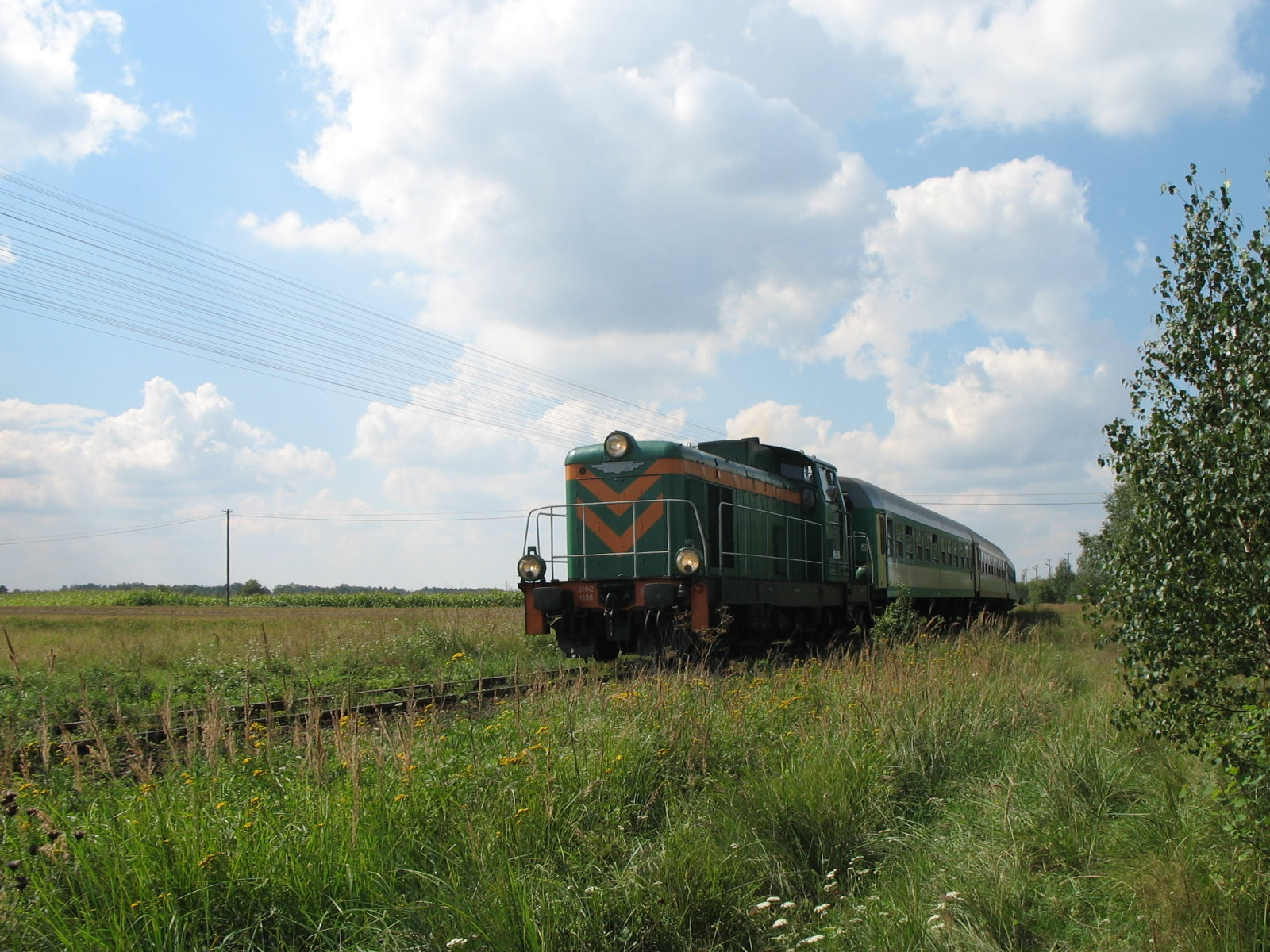
Pociąg w relacji Rzeszów – Zamość
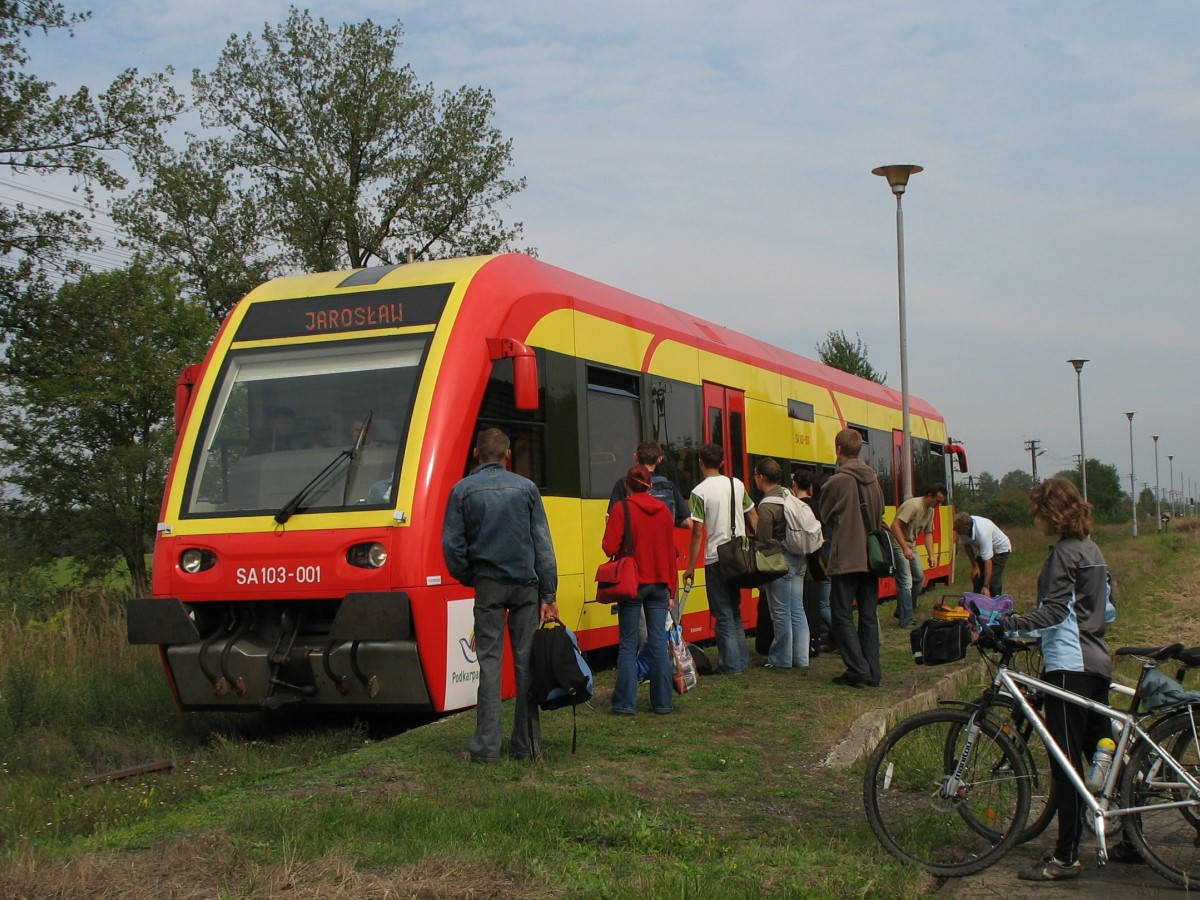
Szynobus w relacji Horyniec-Zdrój – Jarosław
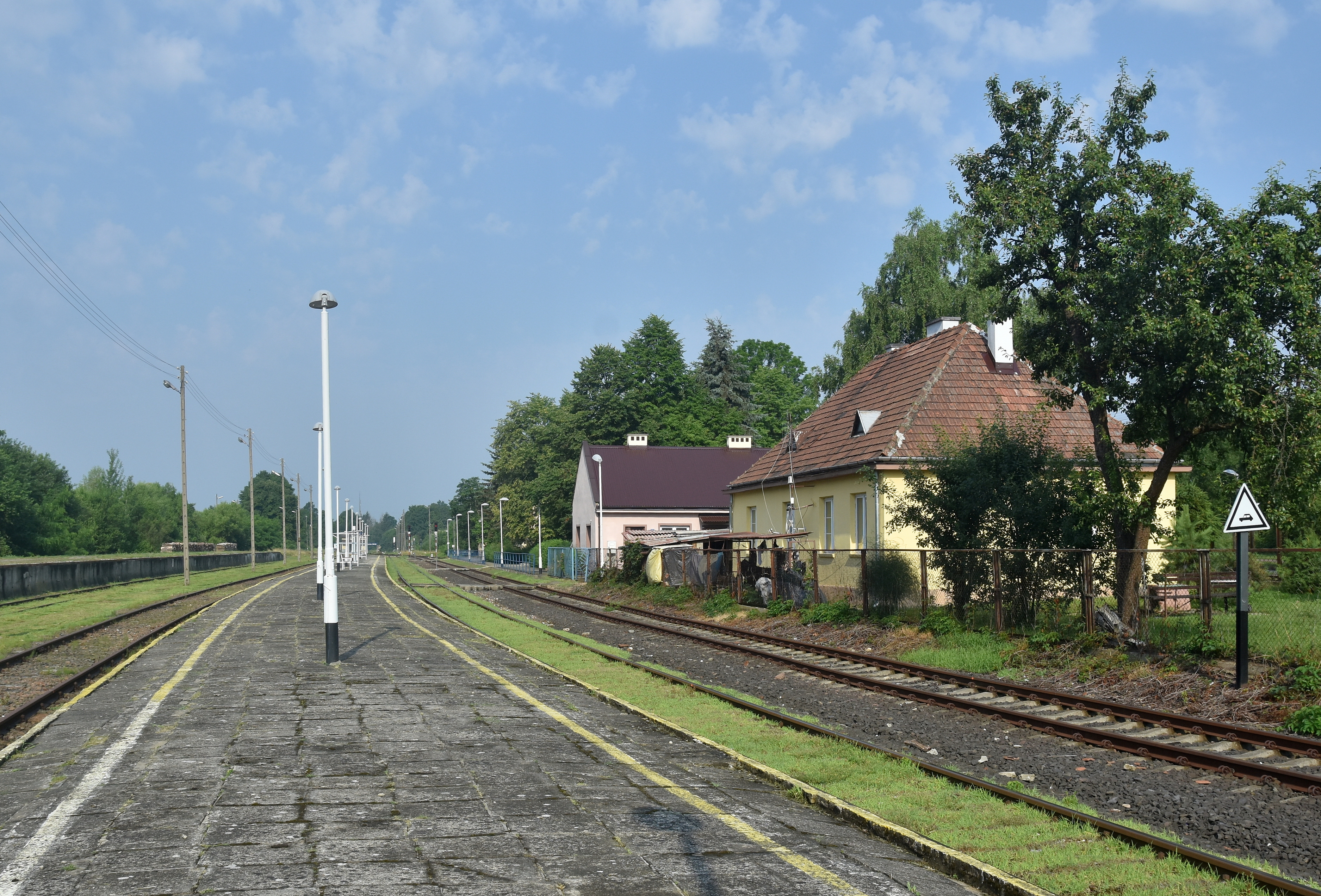
Peron stacji Horyniec-Zdrój